# Ambystoma granulosum
Ambystoma granulosum (tiếng Anh: Granular Salamander', tiếng Tây Ban Nha: Ajolote) là một loài kỳ giông thuộc họ Ambystomatidae.
Nó chỉ được tìm thấy ở México.
Các môi trường sống tự nhiên của chúng là đồng cỏ ở cao nhiệt đới hoặc cận nhiệt đới, đầm nước ngọt, đầm nước ngọt có nước theo mùa, và ao.
Nó bị đe dọa do mất môi trường sống.